# Oléandrine
L'oléandrine est un hétéroside cardiotonique, principal poison extrait du Laurier-rose (Nerium oleander). Elle est présente dans toutes les parties de la plante. L'intoxication à l'oléandrine est souvent mortelle.
Elle est très proche dans sa structure et dans ses effets, de la digitaline, extraite de la digitale (Digitalis purpurea), et partage ses propriétés cardiotoxiques.

## Chimie
L'oléandrine est un hétéroside ; son ose est l'oléandrose, (didésoxyarabinose), et son aglycone est un cardénolide, l'oléandrigénine, qui présente une structure de stéroïde avec un cycle insaturé de lactone en C17, également substituée par un groupe acétyloxy en C16. Elle se présente sous la forme d'un solide cristallin soluble dans les solvants polaires.

## Pharmacologie
L'oléandrine est plutôt bien absorbée dans le tube digestif, ce qui la rend extrêmement dangereuse en cas d'ingestion. L'intoxication est le plus souvent accidentelle. L'ingestion d'une simple feuille de Laurier-rose peut être mortelle pour un adulte et un enfant,.
À l'instar des autres cardiotoxiques hétérosides, les digitaliques comme la digitoxine ou la convalatoxine, l'oléandrine inhibe la pompe membranaire Na+/K+,ATPase, ce qui génère une hyperkaliémie et provoque donc une augmentation de la force de contraction musculaire, mais retarde la repolarisation,. Elle ralentit fortement le rythme cardiaque. Elle provoque un déséquilibre ionique au niveau cardiaque, ce qui mène à l'arrêt cardiaque.
Après ingestion, un tableau clinique typique est souvent décrit, associant signes digestifs et neurologiques,,, :
- nausées et vomissements ;
- douleur abdominale ;
- phosphènes ;

mais surtout des effets cardiovasculaires :
- arythmie ventriculaire ;
- bradycardie ;
- fibrillation atriale ;
- bloc atrio-ventriculaire ;
- hyperkaliémie ;
- arrêt cardiorespiratoire.

Ces symptômes sont traités par l'administration d'atropine et par le lavage gastrique au charbon activé.
Les symptômes sont souvent très graves et souvent résistants aux nombreux traitements.
La détection de l'oléandrine dans la circulation sanguine est difficile, fait appel à l'immuno-enzymo-fluorimétrie et un faux résultat positif pour la digitoxine est souvent observé,, due à une réactivité croisée, et à la proximité de structure entre les deux molécules.
Pour ces raisons, l'intoxication à l'oléandrine, et plus généralement l'ingestion de laurier-rose, est presque toujours mortelle.
L'oléandrine est également un modulateur possible du NF-κB,, et possède une activité cytotoxique importante. De fait, elle est étudiée et utilisée dans le traitement des tumeurs et montre une certaine activité dans le traitement de cancers,, in vitro, chez l'animal , et chez l'humain, sous le nom commercial de Anvirzel.

## Historique
En 1808, durant la campagne d'Espagne, lors d'un bivouac, des soldats de Napoléon font rôtir des agneaux sur des broches de Laurier-rose. Sur les 12 soldats, 8 meurent, les 4 autres sont gravement intoxiqués.